# Kussova
Kussova (en rus: Остров Кусова; Ostrov Kusova) és una petita illa de les illes Xantar, al mar d'Okhotsk. Administrativament pertany al Krai de Khabàrovsk, al Districte Federal de l'Extrem Orient de Rússia.

## Geografia
L'illa es troba cap a l'extrem oriental del grup. Té una llargada de 4,2 km i una amplada màxima de 2,6 km. Molt abrupta, la seva alçada màxima és de 633 msnm.

## Història
L'illa va ser descoberta l'any 1829 per l'hidrògraf rus Prokofi Kozmin que navegava en nom de la Companyia Russo-Americana. L'illa va ser batejada en honor a Nikolai Kussov, codirector de l'esmentada Companyia. Entre 1853 i 1867 va ser freqüentada per baleners estatunidencs a la recerca de balenes de Groenlàndia. L'anomenaven Round Island i la feien servir per obtenir fusta dels seus boscos.
Forma part del Pac Nacional de les illes Xantar.